# Ромашково (Херсонская область)
Ромашково (укр. Ромашкове) — посёлок в Белозёрской поселковой общине Херсонского района Херсонской области Украины. В 2022 году, во время вторжения России в Украину, с марта по ноябрь находилось под российской оккупацией. Освобождено Вооружёнными силами Украины 10 ноября в ходе контрнаступления в Херсонской области.
Почтовый индекс — 75003. Телефонный код — 5547. Код КОАТУУ — 6520381407.

## Население
Население по переписи 2001 года составляло 306 человек.

### Языковой состав
Родной язык населения по данным переписи 2001 года:
| Язык       | Численность, чел. | Доля     |
| ---------- | ----------------- | -------- |
| Украинский | 285               | 93,14 %  |
| Русский    | 18                | 5,88 %   |
| Другое     | 3                 | 0,98 %   |
| Итого      | 306               | 100,00 % |

## Местный совет
75003, Херсонская обл., Белозёрский р-н, пос. Днепровское, ул. Центральная, 1а